# Un'altra me
Un'altra me è il settimo album della cantante italiana Syria. È stato pubblicato l'8 febbraio 2008 dall'etichetta discografica Epic.

## Il disco
Per questo settimo album Syria ha goduto di una maggiore libertà artistica rispetto ai precedenti album.
Ha scelto di interpretare undici canzoni di gruppi come Mambassa, Perturbazione, Deasonika; ma anche di band ancora più underground come Marta sui Tubi e Valentina Dorme.
Inoltre questo disco contiene l'inedito di Sergio Endrigo Momenti, il quale era stato proposto da Syria per partecipare al Festival di Sanremo 2008 ma che era stata scartata alle selezioni.
La produzione è stata affidata a Cesare Malfatti (dei La Crus).
Nella Deluxe Edition del disco è inclusa una traccia scritta da Gigi Giancursi dei Perturbazione chiamata Prima che farà mattino.
Sono stati realizzati due videoclip collegati fra di loro: uno per La distanza diretto da Romana Meggiolaro ed uno per Canzone d'odio diretto da Cosimo Alemà. In due video vedono protagoniste due versioni di Syria, rispettivamente una più fragile e romantica ed una più forte e risoluta, che s'inseguono e si cercano a vicenda.

## Tracce
Dopo il titolo è indicata fra parentesi "()" l'artista originale della canzone.
1. La distanza (Northpole)
2. Prenditi cura di me (Blume)
3. Le paure (Non voglio che Clara)
4. Canzone d'odio (Mambassa)
5. Non dimentico più (Deasonika)
6. Cenere (Marta sui tubi)
7. L'antidoto (Mambassa)
8. 4 gocce di blu (Perturbazione)
9. Momenti (Sergio Endrigo - Cesare Malfatti[1])
10. 1968 (Filippo Gatti)
11. Terra (Marcilo Agro)
12. Il modo migliore (Atleticodefina)
13. Canzone di lontananza (Valentina Dorme) - Non pubblicata

## Formazione
- Syria - voce
- Leziero Rescigno - batteria, tastiera
- Luca Saporiti - basso
- Cesare Malfatti - chitarra, programmazione
- Davide Rossi - archi

## Classifiche
| Classifica (2008) | Posizione |
| ----------------- | --------- |
| Italia            | 99        |